# Урбшис, Юозас
Юо́зас Урбши́с (лит. Juozas Urbšys; 29 февраля 1896, деревня Шетеняй, Ковенский уезд, Ковенская губерния, Российская империя — 2 мая 1991, Каунас, Литовская Республика) — литовский офицер, дипломат, политик. Министр иностранных дел Литвы в 1938—1940 годах.

## Биография
Родился в многодетной семье. В 1907 году поступил в Паневежскую реальную гимназию. В ходе обучения в течение года уроки литовского языка у него вёл выдающийся лингвист Йонас Яблонскис. Окончив в 1914 году гимназию, на следующий год был принят в Рижский политехнический институт, впоследствии эвакуированный в Москву.
В 1915—1916 годах — сотрудник московского Комитета по оказанию помощи жертвам войны при Литовском вспомогательном обществе. В 1916 году подвергся мобилизацию и зачислению в Чугуевское военное училище. Окончив его в следующем году, принял участие в Первой мировой войне в составе русской императорской армии. В 1918 году, по возвращении на родину, вступил в вооружённые силы Литвы. В звании офицера генерального штаба принял участие в национальной войне за независимость. Демобилизовавшись в звании капитана в 1922 году, поступил на службу в Министерство иностранных дел Литвы.

### Деятельность на политическом поприще
В 1922—1927 годах — заведующий консульским отделом посольства Литвы в Берлине, в 1927—1933 годах — первый секретарь и советник посольства в Париже. В то же время в 1932 году в Каунасе выпустил «Материалы по истории дипломатического конфликта вокруг вопроса о Вильнюсе» (лит. Medžiaga Vilniaus ginčo diplomatinei istorijai). В 1933—1934 годах — руководитель дипломатической миссии и одновременно чрезвычайный и полномочный посол в Риге.
В 1934—1936 годах — директор политического департамента министерства иностранных дел. В 1936—1938 годах — генеральный секретарь МИДа. В декабре 1938 года получил назначение на пост министра иностранных дел Литвы.
Уже в этом статусе Урбшис столкнулся с серьёзными внешнеполитическими проблемами, в центре которых лежало его государство: под давлением великих держав независимости Литвы подходил конец. 20 марта 1939 года Германия предъявила Литве ультиматум с требованием уступить ей Клайпедский край. 22 марта 1939 года в Берлине Ю.Урбшис и посол Литвы в Германии Казис Шкирпа подписали договор с Иоахимом фон Риббентропом, согласно которому Клайпедский край вошёл в состав Третьего рейха.
Юозас Урбшис оказался бессилен предотвратить советскую оккупацию и включение Литвы в состав СССР. Под давлением Советского Союза и с согласия президента Антанаса Сметоны, согласно договору от 10 октября того же года, принял решение об аннексии Виленского края, занятого Красной армией в ходе похода в Польшу, в обмен на согласие разместить советские гарнизоны в Литве.
Предполагая возможный ввод советских войск, 30 мая 1940 года Урбшис отправил инструкцию литовским дипломатическим миссиям за рубежом, согласно которой, в случае осуществления вышеуказанного сценария, пост министра иностранных дел получит чрезвычайный и полномочный посол в Италии Стасис Лозорайтис. 14 июня того же года его вызвали в Москву с целью обсуждения следующего советского ультиматума. В связи с этим, он оказался бессилен организовать какое-либо сопротивление Советскому Союзу, на следующий день введшему войска на территорию государства.

### В заключении
Упорно отстаивая литовскую точку зрения о неправомерности данного процесса, 16 июня подвергся аресту и ссылке в Тамбов. 23 июня 1941 года был вновь арестован. Содержался в Саратове, Москве, Кирове, Иванове, тюремной больнице Горького. В целом, в заключении он прожил на протяжении последующих 16 лет, в том числе 13 лет — в тюрьме, из которых 11 лет — в одиночной камере.
В 1943—1944 годах из застенков отправил Иосифу Сталину два меморандума о необходимости восстановления литовской государственности. Содержался с супругой в тюрьме города Иванова вплоть до перевода в Бутырку в 1952 году, где вновь подвергся допросам. Считая нахождение в заключении с 1941 года, осуждён на отбывание остального срока из изначальных 25 лет.
После смерти Сталина 27 августа 1954 года был с женой реабилитирован, в то же время лишившись права проживать на территории прибалтийских республик и значительных городов. В связи с этим Урбшисы приняли совместное решение поселиться в Вязниках Владимирской области.

### В Литовской ССР
В 1956 году получил разрешение поселиться в Вильнюсе, где в течение последующих 25 лет занимался переводом французской литературы. Среди прочего, в переводе на литовский язык вышли произведения Бомарше, Гюстава Флобера, Мольера, Алена Лесажа, Антуана Прево и Ромена Роллана. Семья остановилась у писательницы Дануте Чюрлёните-Зубовене.
В 1963 году посетил Восточный Берлин, в связи с аннексией Клайпедского края выступив свидетелем по делу Ганса Глобке, юридически обосновавшего необходимость преследования евреев. В период перестройки выступал в поддержку восстановления независимости Литвы.
Опубликовал ряд статей о проблемах литовского государства. В 1988 году в вильнюсском издательстве «Mintis» вышли его воспоминания «Литва в годы суровых испытаний, 1939—1940» (лит. Lietuva lemtingaisiais 1939—1940 metais), произведшие сенсационное в политическом отношении впечатление на литовскую общественность. Русскоязычное издание их было реализовано в следующем году.
К моменту принятия Верховным Советом Литовской ССР 11 марта 1990 года Акта «О восстановлении независимого Литовского государства» Урбшис олицетворял собой преемственность чаяний различных поколений литовцев о независимости и напоминал об агрессии, жертвой которой пало его государство.
За заслуги перед Литвой, Европой и миром в целом награждён орденами своей родины, Латвии, Эстонии, Чили, Франции и Швеции.
В 1991 году стал почётным гражданином Каунаса.
Скончался утром 2 мая 1991 года в результате продолжительной болезни. Гроб с его телом был выставлен для торжественного прощания на территории военного музея имени Витовта Великого. Захоронен 4 мая на Пятрашюнском кладбище, представляющем собой пантеон прославившихся литовцев.

## Признание
К 100-летию Урбшиса был снят документальный фильм „Lik, kur esi“ (соавторы А. Прочкис, А. Каушинис, Й. Чергелис). Изданы книги, посвящённые Урбшису: „Dabar ir visados: Juozo Urbšio laikas ir asmenybė“ (Каунас, 1993), „Juozas Urbšys mūsų atmintyje“ (Каунас, 1996), „Juozas Urbšys: gyvenimu liudiju istoriją: karininkas, diplomatas, kultūros veikėjas“ (Вильнюс, 2017; составитель Вилюс Каваляускас).
В 1990 году Юозасу Урбшису было присвоено звание почетного гражданина Кедайнского края, в 1991 — г. Каунаса. В Паневежском районе сохраняется его родная усадьба - крестьянский дом. В 1992 году в квартире в Каунасе по адресу V. Putvinskio g. 54A–2, где Урбшис прожил последних два месяца своей жизни, устроена мемориальная комната. В 1996 году в связи со столетием со дня рождения средняя школа № 29 (сейчас прогимназия) в Каунасе (Partizanų g. 68) названа именем Юозаса Урбшиса. В 1997 году именем Урбшиса названа основная школа в деревне Тискунай Кедайняйского района. В 1999 году в микрорайоне Каунаса Дайнава на доме по улице Kovo Vienuoliktosios g. 2 открыта мемориальная плита с барельефом и текстом о том, что в этом доме в 1964—1991 годах жил дипломат, министр иностранных дел Литовской Республики, политический заключённый и ссыльный Юозас Урбшис (скульптор Пранас Бартулис, архитектор Йонас Лукше).. Именем Урбшиса названы улицы в Вильнюсе (в Нововильняском старостве), в Кедайняй и в Паневежисе .